# Мальцев, Игорь Валентинович
И́горь Валенти́нович Ма́льцев (род. 26 октября 1958, Ленинград) — российский писатель, публицист, телеведущий, журналист, редактор, переводчик двух книг Джереми Кларксона, путешественник и музыкант, продюсер множества британских рок-н-ролльных групп.

## Биография
Относится к роду Мальцо́вых, потомков промышленника Сергея Ивановича Мальцо́ва — по линии его старшего сына — генерал-майора Сергея Сергеевича Мальцова (1845—1908), две дочери которого Анастасия Сергеевна и Капиталина Сергеевна были тёзками родных сестёр Сергея Сергеевича Мальцова, его старшая сестра известна как французская поэтесса.
Игорь Мальцев родился 26 октября 1958 года в Ленинграде. По его словам, с этого же года жил на Дальнем Востоке — всё детство провёл в воинских частях за колючей проволокой. Его дед Валериан был политруком, а отец Валентин — офицером морской технической разведки. 5 ноября 1965 года из Владивостока семья переехала в воинскую часть на Камчатке, где Игорь Мальцев учился в общеобразовательной школе.
В Петропавловске-Камчатском окончил Камчатский государственный технический университет, бывший тогда филиалом Дальрыбвтуза, получил диплом по специальности инженер-механик, работал на судостроительном заводе. Служил в ВМФ на Тихоокеанском флоте. С 1980 года занимается журналистикой. Сначала был корреспондентом дальневосточных газет «Камчатский комсомолец» и «Камчатская правда». В 1982 году участвовал в международном конкурсе фотожурналистов World Press Photo, ему на Камчатку даже прислали приглашение в Амстердам.
После основания в 1990 году издательского дома «Коммерсантъ» и появления в нём специализированного журнала «Коммерсантъ-Автопилот» Мальцев был его главным редактором, публиковал в нём свои статьи об автомобилях и дорогах. Например, опубликовал воспоминания о ночной поездке по дороге Малхолланд-драйв Лос-Анджелеса, куда включил рассказы о музыкантах, художниках, сценаристах, режиссёрах и актёрах фильмов, здесь снимавшихся. На страницах журнала Ъ-Weekend вёл рубрики «Вино» и «Дед». Объясняя свой особый интерес к алкогольной тематике, рассказывает забытую историю гранёного стакана в России, который с XIX века выпускали стекольные заводы Юрия Степановича Нечаева-Мальцова на привезённом американском оборудовании с типовым американским дизайном.
В различных изданиях регулярно публикуются его публицистические очерки, статьи, повести о значимых и резонансных событиях.
В разное время, собирая материал как репортёр «ТАСС», колумнист «Известий» и автор книг, подолгу работал в Португалии, Шотландии, Финляндии. До переезда в РФ (Санкт-Петербург) проживал также в Германии и Австрии. Женат на дочери Игоря Окрепилова — российской и немецкой актрисе, режиссёре, драматурге, продюсере театра и кино Ольге Игоревне Окрепиловой. 

## Награды
В 2002 году стал лауреатом премии Союза журналистов РФ «Золотое перо России» в номинации «Событие года» как главный редактор журнала «Другой».

## Оценки
В рецензии на книгу Sinä Владислав Кулаков так охарактеризовал Мальцева: «Яркая, колоритная личность, Мальцев и в своих журналистских текстах всегда отличался бескомпромиссностью суждений и радикальностью точки зрения. А уж в прозе, не скованной требованиями журналистского формата и представлениями редактора о правилах приличия, он развернулся в полную силу, выговорился до конца».
По мнению Дмитрия Бавильского, Мальцев является «дедушкой „новой журналистики“».
На сайте издательства «Альпина Паблишер» о нём сказано: «Игорь Мальцев очень сильно отличается от своих коллег по цеху. Он пишет жёстко, иногда даже зло, но всегда ярко и захватывающе».

## Санкции
15 января 2023 года, из-за вторжения России на Украину, внесён в санкционный список Украины, предполагается блокировка активов на территории страны, приостановка выполнения экономических и финансовых обязательств, прекращение культурных обменов и сотрудничества, лишение украинских госнаград.
С апреля 2023 года внесён в украинскую базу данных «Миротворец».

## Работа в СМИ
В разные годы не только сотрудничал с крупными СМИ, но и активно создавал новые: «Коммерсантъ-Автопилот», «Другой», журнал Vodka для трезвых мужчин.
- «Известия» (зам. главного редактора)
- «Медведь» (первый главный редактор)
- «Агентство политических новостей» (обозреватель)
- Life (обозреватель)
- «Абзац» (обозреватель)
- Forbes
- «Коммерсантъ»
- «Частный корреспондент»
- «Московские новости»
- Playboy
- «Сноб»
- RT
- «Взгляд»
- «Русский пионер»
- «Коммерсантъ-Автопилот» (главный редактор)
- «Другой» (главный редактор)
- Vodka (главный редактор)
- «Камчатский комсомолец», «Камчатская правда»

## Работы на телевидении
В 1994 году в рубрике «Колесо обозрения» еженедельника «ТВ Парк» освещал крупнейшую мировую телеярмарку.
- 1991—1992 «Намедни» (неполитические новости «НТВ»). Корреспондент[29].
- 1992 «Видеодром» (программа телерадиокомпании «Останкино»). Автор, ведущий.
- 1994—1995 «Парад фестивалей» (программа «Первого канала»). Автор, ведущий[31].
- 1997 «Облако 9» (программа «ТВ Центр»). Автор, ведущий[32].
- 2011 «По дороге с Игорем Мальцевым» (телеканал «Звезда»). Автор, ведущий.

## Книги
- Мальцев Игорь. Видеокаталог-96. 3989 фильмов на видеокассетах. — М.: «Clarte», 1996. — 410 с. — ISBN 978-5-89214-001-6.
- Игорь Мальцев,  Екатерина Истомина,  Алексей Тарханов. Лучшие отели мира. — М.: «Эксмо», 2008. — 592 с. — ISBN 978-5-699-29512-8.
- Мальцев И. Виски: История вкуса. — М.: «Альпина Паблишер», 2010. — 420 с. — 10 000 экз. — ISBN 978-5-91671-043-4.
- Игорь Мальцев. Путешествие виски. Легенды Шотландии. — М.: «Альпина Паблишер», 2019. — 348 с. — ISBN 978-5-91671-747-1.
- Sina. Повесть. Изд-во Franc Tireur USA 2008, Изд-во Азбука М. 2010
- +7. Сборник рассказов. Изд-во Franc Tireur USA 2010
- Isla. Повесть. Изд-во Franc Tireur USA 2009
- Мальцев И. Видеодром. Главные режиссеры мирового кино. — Евразийское Книжное Агентство, 2024. — 272 с. — ISBN 978-5-6051592-4-7.

### Переводы
- «Мир по Кларксону» Джереми Кларксон. Изд-во «Альпина Паблишер», М. 2008
- «Автомобили по Кларксону» Джереми Кларксон. Изд-во «Альпина Паблишер», М. 2009